# سفاو (ساة)
'

تعديل مصدري - تعديل

سفاو هي إحدى قرى عزلة ساه بمديرية ساة التابعة لمحافظة حضرموت، بلغ تعداد سكانها 59 نسمة حسب تعداد اليمن لعام 2004.